# Kırşehir (prowincja)
Prowincja Kırşehir (tur. Kırşehir ili) – jednostka administracyjna w środkowej Turcji (Region Centralna Anatolia – İç Anadolu Bölgesi).

## Dystrykty

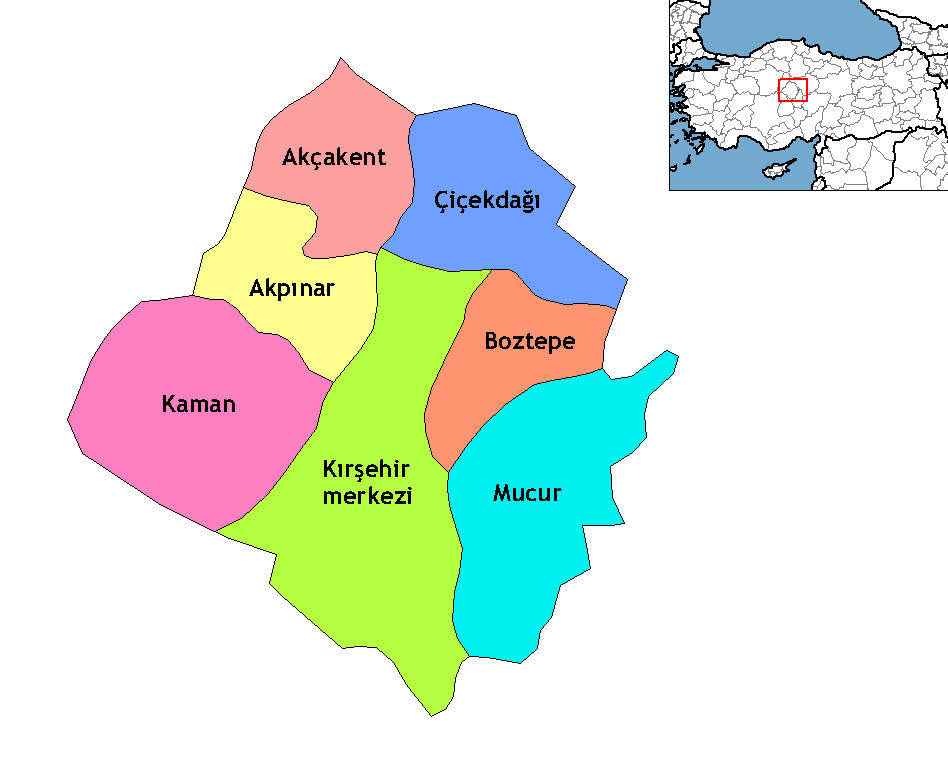
Dystrykty w prowincji Kırşehir

Prowincja Kırşehir dzieli się na siedem dystryktów:
- Akçakent
- Akpınar
- Boztepe
- Çiçekdağı
- Kaman
- Kırşehir
- Mucur